# Lendava
Lendava (izgovarjava [ˈleːndaʋa] (); v preteklosti Dolnja Lendava, v starejših virih tudi Dolenja Lendava; madžarsko Lendva, v preteklosti Alsólendva; nemško Lindau, v preteklosti Unter-Limbach) je mesto in središče Občine Lendava. Leži pod Lendavskimi goricami, deloma na Dolinskem (podpokrajina Prekmurja), ob reki Ledavi in Kobiljskem potoku.
Lendava je drugo največje mesto v Prekmurju in najvzhodnejše mesto v Sloveniji, tik ob meji z Madžarsko. Prebivalstvo je mešano (četrtina madžarske narodnosti), napisi, šolstvo in javne službe so dvojezični. Starejši del naselja leži na nizki terasi nad nekdanjim poplavnim območjem, po letu 1945 oziroma regulacijah pa se je razširilo čez suhe struge in se raztegnilo na sever do Dolge vasi in na vzhod do Čentibe; industrijski objekti pa so zrasli na jugu. Razvoj kraja je močno pospešil nastanek petrokemične industrije v 60-ih letih 20. stoletja. V kraju s skoraj 3000 prebivalci (3395 po popisu leta 2002) so poleg Rafinerije nafte Lendava še Terme Lendava, kovinska industrija in obrati farmacevtske industrije podjetja Lek. Nad naseljem stoji Grad Lendava, v katerem je muzej. Mesto je staro tržišče za kmetijske pridelke in vino iz Lendavskih in Dolgovaških goric. Poleg dvojezične osnovne šole je v kraju tudi dvojezična srednja šola. V Lendavi deluje že od 1958 tudi manjšinski Pomurski madžarski radio.

## Zgodovina
Kraj se morda prvič omenja v delu Conversio Bogoariorum et Caranatanorum leta 871, v katerem se govori o cerkvi, ki naj bi jo v kraju Lindolves leta 853 posvetil škof Liupram. Leta 1192 je naselje s pripadajočo posestjo kupila rodbina Hoholtov, poznejših Bánffyjev in tedaj se ime Lindva v starih listinah prvič zanesljivo navaja. Kraj je poleg graščinskega zemljišča v 14. stoletju obsegal skoraj celotno jugovzhodno Prekmurje. Kot trg se Lindva omenja v 14. stoletju, v tistem času pa se pojavi tudi ime Alsólindva. Ko je leta 1644 izumrla rodbina Bánffy so novi lastniki postali grofje Esterházy. V času reformacije je grof Nikolaj Bánffy ustanovil tiskarno, ki je izdajala protestantske knjige v madžarskem jeziku. Med letoma 1600–1683 se je za okoliščino Lendava uveljavljala ogrska in turška oblast. Leta 1867 je Lendava postala okrajno mesto, sedež okraja pa je bila tudi v Kraljevini Jugoslaviji. V letih 1934–1935 je tu izhajalo glasilo Komunistične partije Jugoslavije Ljudska pravica. Avgusta 1939 so v zidanici Miška Kranjca v Lendavskih goricah ustanovili okrožno partijsko vodstvo Komunistične partije Slovenije za Prekmurje. V cerkveni upravi je območje Lendave spadalo pod zagrebško škofijo vse od nastanka leta 1334 do 1777, ko je pripadlo škofiji v Sombotelu v Železni županiji. Evangeliščanska verska občina je bila ustanovljena leta 1902; do 2. svetovne vojne je bila v Lendavi tudi močna židovska občina. Nemške čete so 6. aprila 1941 na pohodu proti Hrvaški zasedle tudi Lendavo; 16 aprila pa je nemška vojska izročila oblast madžarskim okupatorjem. Kraj je postal sedež okrajnega glavarstva in po sklepu madžarskega parlamenta 16. decembra 1941 tudi uradno priključen madžarski državi. V mestu so odpravili vse slovenske oznake ter odpustili slovenske učitelje in uradnike; junija 1942 so zaplenili premoženje 668 slovenskim priseljencem, ki so se med obema vojnama pred fašizmom umaknili z Goriškega, in jih odvedli v koncentracijsko taborišče Sárvár. Nemci so po zasedbi Madžarske aprila in novembra 1944 z vsesplošno racijo zajeli 250 Judov in jih izročili gestapu. Dne 4. aprila 1945 so Lendavo osvobodile enote Rdeče armade.

## Izvor krajevnega imena
Kraj, ki se je nekdaj imenoval Dólnja Léndava, je poimenovan po reki Ledavi. Če se zapis iz leta 840-859 ad Lindolveschirichum nanaša na današnjo Lendavo, je v osnovi starovisokonemško osebno ime Lindolf. Ime Léndava je v tem primeru prvotno pomenilo 'Lindolfova voda'. Druga možnost je izvajanje iz srednjevisokonemške besede Lindaha, kar je razložljivo iz srednjevisokonemške besede linde v pomenu 'lipa' in refleksa aha v pomenu 'voda'. Če je ta domneva pravilna, je ime prvotno pomenilo 'lipova voda', to je 'voda, blizu katere rastejo lipe'. Malo verjetno je, da je ime kraja izpeljano iz slovanske besede lệdo v pomenu 'ledina, neobdelana zemlja'. 

## Znamenitosti
- Cerkev svete Katarine, Lendava
- Evangeličanska cerkev, Lendava
- Sinagoga Lendava
- Galerija-Muzej Lendava
- Kapelica Svete Trojice
- Lendavske gorice
- Stolp Vinarium
- Terme Lendava
- Bograč Miška

## Znane osebnosti
- Zala György
- Janoš Murkovič
- Števan Salai
- Vendel Ratkovič
- Lajcsi Pandur
- Pataky Kálmán
- Vlaj Lajos
- Hudrovics László
- Sándor Szúnyogh
- István Galič
- Király Ferenc
- Suzanne Király – Moss
- Sabina Šinko
- Mirko Brulc